# 포항명도학교
포항명도학교(浦項命道學校)는 경상북도 포항시 북구 우현동에 있는 사립 특수학교이다. 지적장애 학생을 위한 특수교육기관으로 유치부, 초등부, 중학부, 고등부, 전공과를 두고 있다.

## 학교 연혁
- 1988년 11월 18일: 포항명도학교 설립인가 초등학교 과정 12학급(정신지체 6학급, 청각장애 6학급)
- 1989년 3월 1일: 초대교장 천상조 취임
- 1989년 3월 10일: 개교 및 입학식
- 1989년 4월 1일: 명도학사 개원
- 1992년 9월 20일: 명도학사 신축 준공
- 1995년 2월 15일: 중학교과정 설치인가(6학급)
- 1995년 2월 17일: 초등학교과정 제1회 졸업식(24명)
- 1995년 12월 30일: 직업교육관 신축
- 1997년 5월 16일: 유치원과정, 고등학교과정 설치인가 (각 1학급, 6학급)
- 2001년 9월 1일: 제2대 교장 이영규 취임
- 2002년 2월 14일: 구강보건실 개소
- 2007년 3월 1일: 제3대 교장 장병윤 취임
- 2007년 10월 15일: 전공과과정 설치인가(2학급)
- 2009년 6월 17일: 학교교육환경 개선사업 준공식
- 2010년 2월 19일: 졸업식(초등학교과정 제16회, 중학교과정 제13회, 고등학교과정 제10회, 전공과과정 제1회)
- 2010년 4월 21일: 인조잔디구장(운동장) 개장
- 2010년 12월 16일: 2010학년도 학교홍보우수사례공모전 최우수상 입상
- 2010년 12월 20일: 2010학년도 학교건강분야 최우수학교에 선정
- 2010년 12월 31일: 2010학년도 학교평가 최우수학교에 선정
- 2011년 3월 1일: 전공과과정 설치인가(1학급)
- 2012년 3월 2일: 입학식(초등 9학급, 중학 10학급, 고등 12학급, 전공과 6학급 총 37학급편성)
- 2013년 12월 31일 : 2013학년도 학교평가 최우수학교 선정
- 2015년 3월 1일 : 제4대 교장 윤필희 취임
- 2016년 5월 26일 : 포항명도학교 학교기업 다빈 개관식
- 2017년 3월 1일 : 제5대 교장 최경섭 취임
- 2021년 2월 17일 : 다목적 강당(창파관) 개관식
- 2021년 3월 1일 : 제6대 교장 김재규 취임